# Стипендія Яна Юганссона

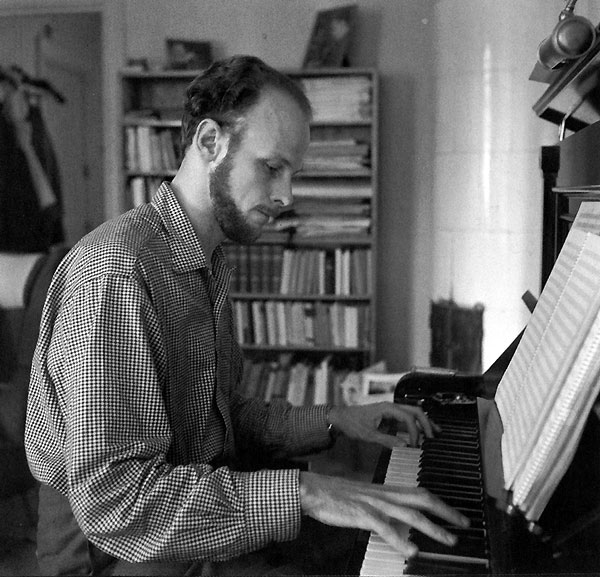
Ян Юганссон

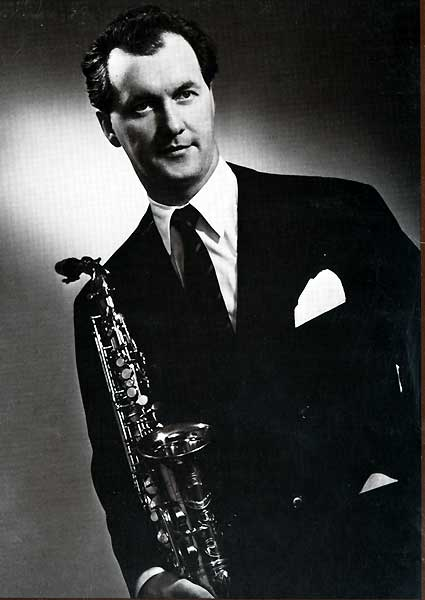
Арне Домнерус — ініціатор заснування стипендії

Стипендію Яна Юганссона (швед. Jan Johansson-stipendiet) присуджує шведським джазовим музикантам Меморіальний фонд Яна Юганссона, який було створено у 1968 році з ініціативи Арне Домнеруса після трагічної загибелі піаніста. Першу стипендію було присуджено наступного року після заснування і її володарем став Ларс Шестен. Вручення відбувається у Седергамні, рідному місті Юганссона, під час щорічного концерту, у якому беруть участь джазові виконавці високого рівня. На початку XXI століття розмір стипендії становив 25 тисяч шведських крон. Стипендіальний фонд формує Шведський союз музикантів.

## Стипендіати
- 1969 Ларс Шестен
- 1970 Пол-Улле та Нільс Агемарк
- 1971 Бенгт Галльберг
- 1972 Леннарт Оберг
- 1973 Бернт Розенгрен та Елізабет Гермодссон
- 1974 Бенгт Арне Валлін
- 1975 Оке Юганссон
- 1976 Руне Густафссон
- 1977 Ларс Фернлеф
- 1978 Йоран Страндберг
- 1979 Руне Карлссон
- 1980 Ред Мітчелл
- 1981 Рольф Еріксон
- 1982 Йоран Ліндберг
- 1983 Моніка Зеттерлунд та Пер-Генрік Валлін
- 1984 Бертіль Левгрен
- 1985 Ларс Багге
- 1986 Ерік Норстрем
- 1987 Арне Форсен
- 1988 Бобо Стенсон та Арне Домнерус
- 1989 Палле Даніельссон
- 1990 Ларс Янссон
- 1991 Піа Ольбю
- 1992 Андерс Юрмін
- 1993 Йоста Рундквіст
- 1994 Роланд Кеійсер
- 1995 Боссе Бруберг
- 1996 Лена Віллемарк та Але Меллер
- 1997 Егіль Югансен
- 1998 Георг Рідель
- 1999 Йоакім Мільдер
- 2000 Ян Лундгрен
- 2001 Томас Юттерстрем
- 2002 Нільс Ліндберг
- 2003 Анн-Крістін Гедмарк
- 2004 Ян Аллан
- 2005 Андерс Відмарк
- 2006 Чель Еман
- 2007 Еліза Ейнарсдоттер
- 2008 Матс Еберг
- 2009 Есбйорн Свенссон (посмертно)[1]
- 2010 Анн-Софі Седерквіст[2]
- 2011 Бенгт Бергер
- 2012 Меріт Геммінгсон[3]